# Multi Picture Object
Multi-Picture Object (extensie .mpo) is een bestandsindeling voor stereofoto's. Bestanden met dit formaat zijn gebaseerd op de JPEG-standaard, met meerdere afbeeldingen vanuit verschillende hoeken.
Dit bestandsformaat wordt gebruikt door stereocamera's zoals de Fujifilm FinePix Real 3D W3, Panasonic Lumix DMC-TZ20, Sony DSC-HX7V, JVC GY-HMZ1U en voor de ingebouwde camera van de Nintendo 3DS.